# 巴约勒欧科纳耶
巴约勒欧科纳耶（法語：Bailleul-aux-Cornailles，法語發音：[bajœl o kɔʁnaj]）是法国上法蘭西大區加来海峡省的一个市镇，属于阿拉斯区。

## 地理
巴约勒欧科纳耶（50°22'16"N, 2°26'41"E）面积6.82 平方千米，位于法国上法蘭西大區加来海峡省，该省份为法国北部沿海省份，西北濒北海，南至索姆省，东临北部省。
与巴约勒欧科纳耶接壤的市镇（或旧市镇、城区）包括：蒙希布勒通、利尼圣弗洛谢尔、马尼库尔昂孔特、马尔凯、坦克、阿韦尔端、谢莱尔。

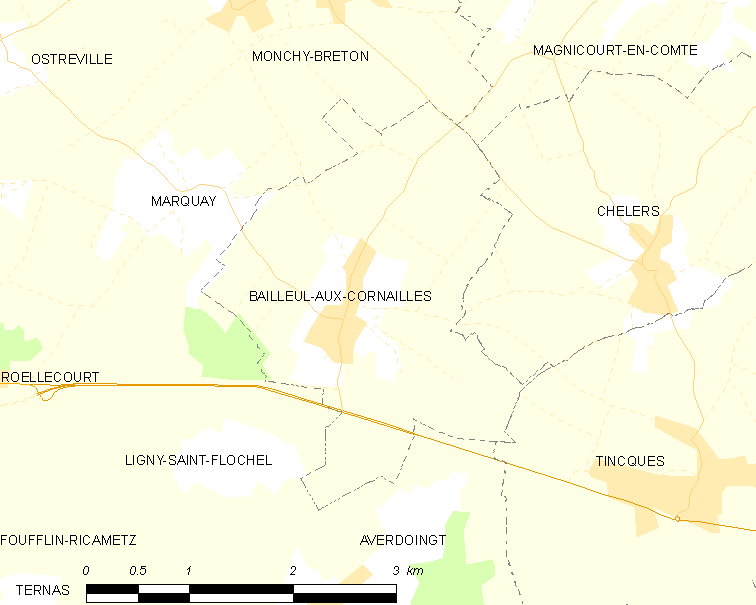
巴约勒欧科纳耶的OSM定位图

巴约勒欧科纳耶的时区为UTC+01:00、UTC+02:00（夏令时）。

## 行政
巴约勒欧科纳耶的邮政编码为62127，INSEE市镇编码为62070。

## 政治
巴约勒欧科纳耶所属的省级选区为阿韦讷勒孔特县。

## 人口

1962-2008年间巴约勒欧科纳耶人口变化图示

巴约勒欧科纳耶于2022年1月1日时的人口数量为267人。